# Entscheidungsgründe
Die Entscheidungsgründe sind im deutschen Recht neben Rubrum, Tenor und Tatbestand ein Teil eines gerichtlichen schriftlichen Urteils (auch: Urteilsgründe) oder eines Beschlusses. Sie enthalten eine kurze Zusammenfassung der Erwägungen, auf denen die Entscheidung in tatsächlicher und rechtlicher Hinsicht beruht (im Zivilprozess: § 313 Abs. 3 ZPO). Sie begründen die im Tenor getroffene Entscheidung des Spruchkörpers (Einzelrichter, Kammer, Senat) und haben ihre Grundlage in den angewendeten rechtlichen Normen, dem Tatsachenvortrag der Parteien und ggf. dem Ergebnis einer Beweisaufnahme.
Grundsätzlich sind alle Urteile und alle anfechtbaren Beschlüsse mit Entscheidungsgründen zu versehen. Fehlen sie, so liegt ein Verfahrensfehler vor.  Ausnahmen gelten im Zivilprozess, wenn kein Rechtsmittel gegen das Urteil möglich ist und die Parteien auf die Entscheidungsgründe verzichten oder der Inhalt der Entscheidungsgründe bereits bei der Verkündung des Urteils in das Protokoll aufgenommen wurde (§ 313a Abs. 1 ZPO). Ebenso bedarf es zum Teil keiner Entscheidungsgründe, wenn beide Parteien auf Rechtsmittel verzichten. Rückausnahmen gelten hiervon wieder in Familien- und Kindschaftssachen, bei Verurteilung zu künftig fällig werdenden Leistungen und wenn zu erwarten ist, dass das Urteil im Ausland geltend gemacht werden wird. Auch Versäumnisurteil, Anerkenntnisurteil und Verzichtsurteil enthalten in der Regel keine Entscheidungsgründe.
In anderen Gerichtsordnungen gelten zum Teil besondere Vorschriften über den Inhalt der Entscheidungsgründe und deren Verzichtbarkeit. Im Verwaltungsprozess kann beispielsweise nicht vollständig auf die Beifügung von Entscheidungsgründen verzichtet werden, sondern nur insoweit, als das Gericht der Begründung des Verwaltungsakts oder des Widerspruchsbescheids folgt und dies in seiner Entscheidung feststellt (§ 117 Abs. 5 VwGO).